# YIF1A
YIF1A (англ. Yip1 interacting factor homolog A, membrane trafficking protein) – білок, який кодується однойменним геном, розташованим у людей на короткому плечі 11-ї хромосоми. Довжина поліпептидного ланцюга білка становить 293 амінокислот, а молекулярна маса — 32 011.
| 10         |  | 20         |  | 30         |  | 40         |  | 50         |
| ---------- |  | ---------- |  | ---------- |  | ---------- |  | ---------- |
| MAYHSGYGAH |  | GSKHRARAAP |  | DPPPLFDDTS |  | GGYSSQPGGY |  | PATGADVAFS |
| VNHLLGDPMA |  | NVAMAYGSSI |  | ASHGKDMVHK |  | ELHRFVSVSK |  | LKYFFAVDTA |
| YVAKKLGLLV |  | FPYTHQNWEV |  | QYSRDAPLPP |  | RQDLNAPDLY |  | IPTMAFITYV |
| LLAGMALGIQ |  | KRFSPEVLGL |  | CASTALVWVV |  | MEVLALLLGL |  | YLATVRSDLS |
| TFHLLAYSGY |  | KYVGMILSVL |  | TGLLFGSDGY |  | YVALAWTSSA |  | LMYFIVRSLR |
| TAALGPDSMG |  | GPVPRQRLQL |  | YLTLGAAAFQ |  | PLIIYWLTFH |  | LVR        |

A: Аланін

C: Цистеїн

D: Аспарагінова кислота

E: Глутамінова кислота

F: Фенілаланін

G: Гліцин

H: Гістидин

I: Ізолейцин

K: Лізин

L: Лейцин

M: Метіонін

N: Аспарагін

P: Пролін

Q: Глутамін

R: Аргінін

S: Серин

T: Треонін

V: Валін

W: Триптофан

Кодований геном білок за функцією належить до фосфопротеїнів. 
Задіяний у таких біологічних процесах, як транспорт, транспорт білків, транспорт між ендоплазматичним ретикулумом і апаратом Гольджі, ацетилювання. 
Локалізований у мембрані, ендоплазматичному ретикулумі, апараті гольджі.